# Olival Freire Jr.
Pour les articles homonymes, voir Freire.
Olival Freire Jr. est un physicien et historien des sciences brésilien né à Jequié en 1954.

## Biographie
Il est professeur de physique et d'histoire de la physique à l'université fédérale de Bahia, président de la Commission pour l'histoire de la physique moderne, créée par l'Union internationale d'histoire et de philosophie des sciences, et ancien président de la Société brésilienne d'histoire des sciences. 
Il a étudié l'électronique pendant un an et demi à l'université fédérale de Bahia, avant de s'intéresser à la physique, à la suite de la lecture du physicien Benedito Pepe. 
Il a écrit un mémoire de maîtrise sous la direction d'Amélia Hamburger (pt), sur les différentes interprétations de la mécanique quantique, à la suite de quoi il a passé sa thèse sous la direction de Michel Paty et Shozo Montoyama sur le thème de l'interprétation de la mécanique quantique selon David Bohm. Il a fait des recherches post-doctorales à l'université Denis-Diderot, à l'université Harvard et au MIT. Il est professeur associé et chercheur en histoire des sciences. 
Ses recherches actuelles portent aussi sur l'histoire des sciences au Brésil.

## Prix et récompenses
En 2004, il a obtenu une bourse de recherche de la part de l'Institut Dibner d'histoire des sciences et des technologies, du MIT. En 2011, il a obtenu le prix Jabuti en sciences exactes pour son livre, La théorie quantique: études historiques et implications culturelles,,.

## Publications
- L'interprétation de la mécanique quantique selon Paul Langevin, La Pensée, 1993.
- David Bohm et la controverse des quanta, Centre de logique, épistémologie et histoire des sciences, 244 pages, 1999.  (ISSN 0103-3247)
- David Bohm et les controverses du monde des quanta, Ciência Hoje, page 35, mars 2001.
- A story without an ending: the quantum physics controversy (1950–1970), Science and Education, volume 12, pp. 573–586, 2003.
- Science and exile: David Bohm, the hot times of the Cold War, and his struggle for a new interpretation of quantum mechanics, Historical studies on the physical and biological sciences, volume 36, pp. 31–35, 2005.